# Pianosonate nr. 2 (Mozart)
Pianosonate nr. 2 in F majeur, KV 280, is een pianosonate van Wolfgang Amadeus Mozart. Mozart schreef het stuk van ongeveer 14 minuten gedurende 1774 en 1775.

## Onderdelen
De sonate bestaat uit drie delen:
- I Allegro assai
- II Adagio
- III Presto

### Allegro assai
Dit is het eerste deel van de sonate. Het stuk heeft een 3/4-maat en staat in F majeur. Het stuk begint met een arpeggio akkoord in de rechterhand. En eindigt met twee staccato akkoorden.

### Adagio
Dit is het tweede deel van de sonate. Het stuk heeft een 6/8-maat en eindigt in een slot met veel dynamisch contrast.

### Presto
Dit is het derde en laatste deel van de sonate. Het stuk heeft een 3/8-maat en staat in F majeur. Het eindigt staccato en fortissimo.